# Burdż al-Amir Chalid
Burdż al-Amir Chalid – miasto w Algierii, w prowincji Ajn ad-Dafla.